# Patrick Pera
Patrick Pera, född 17 januari 1949 i Lyon, är en fransk före detta konståkare.
Pera blev olympisk bronsmedaljör i konståkning vid vinterspelen 1968 i Grenoble och vid vinterspelen 1972 i Sapporo.